# BNP Paribas Showdown
Der BNP Paribas Showdown war ein Schau-Turnier, das von 2008 bis 2017 jährlich im New Yorker Madison Square Garden stattfand. Zusätzlich wurden in den Jahren 2013 und 2014 auch Turniere in Hongkong und London durchgeführt. Das Einladungsturnier diente als Eröffnung der Tennis-Saison in Amerika und wurde jeweils vor den Masters-1000-Turnieren in Indian Wells und Miami ausgetragen.
Name, Format und Modus des Turniers veränderten sich beinahe jährlich. In seiner ersten Austragung 2008 hieß das Turnier NetJets Showdown und war mit Roger Federer und Pete Sampras ein Schau-Match zwischen Spielern unterschiedlicher Spielergenerationen. 2009–10 wurde das Turnier unter dem Namen Billie Jean King Cup zu Ehren der ehemaligen US-amerikanischen Tennisspielerin Billie Jean King veranstaltet; hierbei wurden jeweils die vier Siegerinnen der Grand-Slam-Turniere des Vorjahres eingeladen. Im Halbfinale wurde nur auf einen Gewinnsatz gespielt (und ohne Einstand), das Finale spielte man jedoch im klassischen best-of-three-Format.
Seit 2011 fand das Turnier unter dem Namen BNP Paribas Showdown statt; zu der 2011er Austragung wurden aber im Gegensatz zum Vorjahr keine Damen mehr eingeladen, sondern mit Ivan Lendl, John McEnroe, Andre Agassi und Pete Sampras Legenden des amerikanischen Herrentennis, der Modus war hingegen derselbe wie in den beiden Jahren zuvor. Von 2012 bis 2016 fand jeweils ein Damen- und ein Herrenmatch statt. Im letzten Jahr der Austragung spielte eine Weltauswahl angeführt von Kapitän Lleyton Hewitt gegen eine von Andy Roddick angeführte amerikanische Auswahl. Das Turnier wurde nach dem Rückzug des Sponsors BNP Paribas eingestellt.

## Siegerliste

### New York
| Jahr | Sieger                | Finalist                     | Ergebnis        |
| ---- | --------------------- | ---------------------------- | --------------- |
| 2008 | Roger Federer         | Pete Sampras                 | 6:3, 6:74, 7:66 |
| 2009 | Serena Williams (1)   | Venus Williams               | 6:4. 6:3        |
| 2010 | Serena Williams (2)   | Kim Clijsters                | 6:4, 3:6, 7:5   |
| 2011 | Pete Sampras          | Andre Agassi                 | 6:3, 7:5        |
| 2012 | Andy Roddick          | Roger Federer                | 7:5, 7:67       |
| 2012 | Marija Scharapowa     | Caroline Wozniacki           | 6:3, 6:4        |
| 2013 | Juan Martín del Potro | Rafael Nadal                 | 7:64, 6:4       |
| 2013 | Serena Williams (3)   | Wiktoryja Asaranka           | 6:4, 6:3        |
| 2014 | Novak Đoković         | Andy Murray                  | 6:3, 7:62       |
| 2014 | Bob Bryan Mike Bryan  | John McEnroe Patrick McEnroe | 8:3             |
| 2015 | Grigor Dimitrow       | Roger Federer                | 6:2, 1:6, 7:5   |
| 2015 | Gabriela Sabatini     | Monica Seles                 | 8:5             |
| 2016 | Gaël Monfils          | Stan Wawrinka                | 7:66, 6:3       |
| 2016 | Serena Williams (4)   | Caroline Wozniacki           | 7:5, 6:4        |
| 2017 | Team Welt             | Team Amerika                 | 29:24           |

### Hongkong
| Jahr | Sieger              | Finalist           | Ergebnis |
| ---- | ------------------- | ------------------ | -------- |
| 2013 | Lleyton Hewitt      | Tomáš Berdych      | 6:4, 7:5 |
| 2013 | Sam Stosur          | Li Na              | 6:4, 6:3 |
| 2014 | John McEnroe        | Ivan Lendl         | 8:5      |
| 2014 | Agnieszka Radwańska | Caroline Wozniacki | 6:4, 6:4 |

### London
| Jahr | Sieger       | Finalist     | Ergebnis  |
| ---- | ------------ | ------------ | --------- |
| 2014 | Pat Cash     | Ivan Lendl   | 8:6       |
| 2014 | Andre Agassi | Pete Sampras | 6:3, 7:61 |